# 身体改造

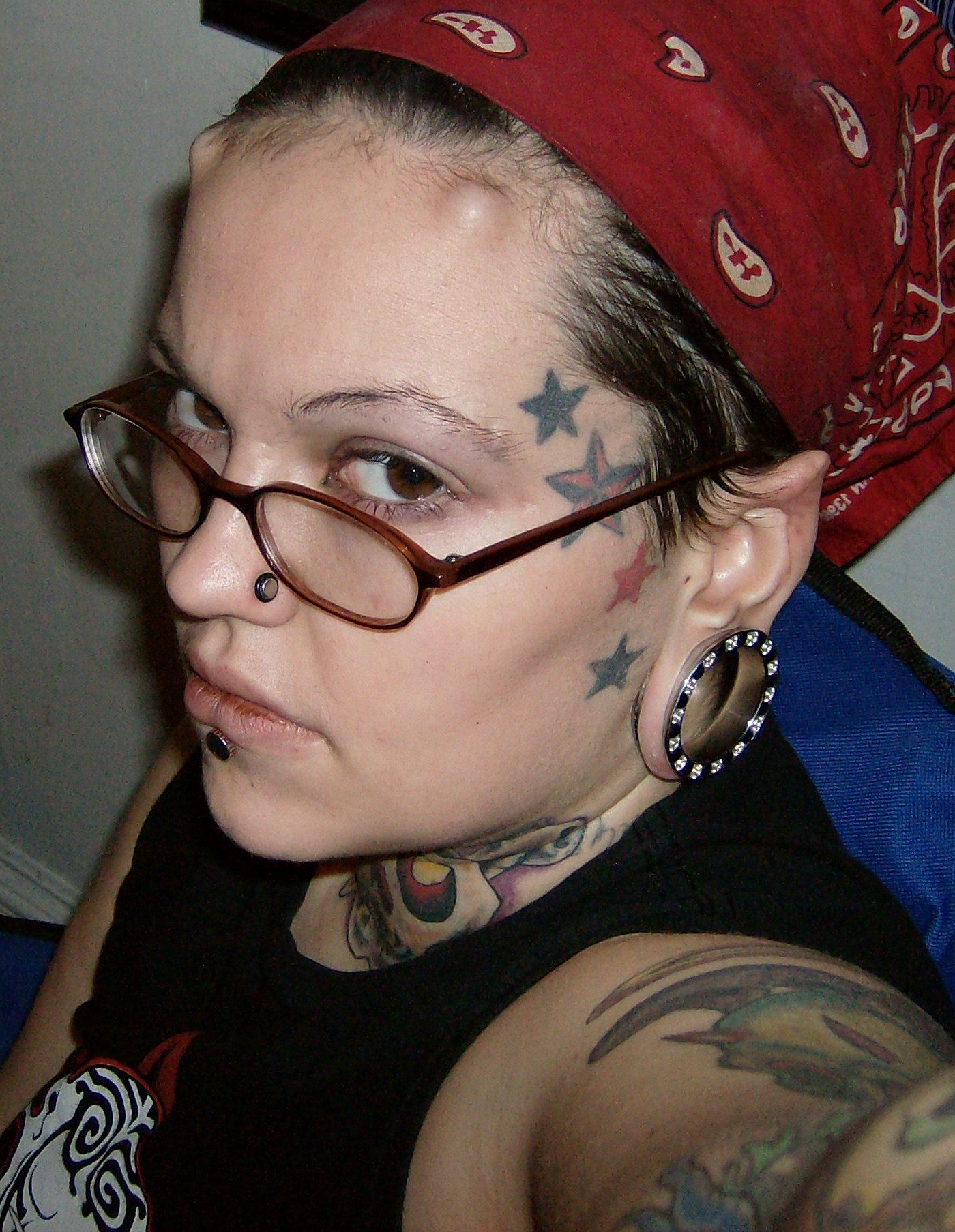
インプラント、ピアス、肉体穿孔、タトゥー

身体改造（しんたいかいぞう、body modification）は、習慣やファッション、刑罰等として身体の形状を変更すること。広義の身体装飾に含まれ、伸長・狭窄・切開・切断・縫合・焼灼などの手段を用い、人間の肉体に意図的に、また多くの場合は恒久的に変形を施すことで装飾する行為である。民族学・文化人類学の分野では身体変工（mutilationまたはdeformation）と呼ばれ、人体改造や肉体改造とも呼ばれる。
身体改造行為の歴史は古く、石器時代にも遡るとされる。また地理的にも広い範囲に数多くの事例が存在する。変工の目的としては、医療、儀礼、呪術や宗教（シャーマニズム）、身分地位・性別・年齢・所属・職業等の表示や、刑罰、また純粋に美意識に基く装飾まで様々なものが見られる。伝統的な身体変工は、他の文化圏から「未開で野蛮な行為」だとされたり、また幼少期から時間をかけて変形させるものは「野蛮で残酷な習慣」と見なされ、差別の理由とされる場合もある。
身体改造行為は、多くの場合、身体の形状を変更したうえで自然な形に見せる美容整形とは区別される。なお「肉体改造」と表現する場合には、特にボディビルなどのエクササイズを指すこともある。これらでは、肉体を構築（ビルド）することを目的に、運動や筋肉トレーニング、サプリメントの服用などといった行為を行い、近年ではそれらが医学的に研究されたスポーツ医学の分野で、科学的に肉体（筋肉など）を構築する技術が発展している。
身体改造は、極端な事例では肉体の持つ機能を損なう場合もある。また現代におけるファッションとしての身体改造の施術の多くは、たとえ生命に関わる危険性の高いものであっても、正規の医療資格者や施設以外で行われ、自ら施すことも少なくない。大抵の場合は失敗なく完了するとはいえ、ときには重篤な感染症等を引き起こし、医師による治療が必要になったり、意図せぬ障害が残ることもあるため、医療機関での施術が可能になるための活動もなされている。

## 代表的な手法

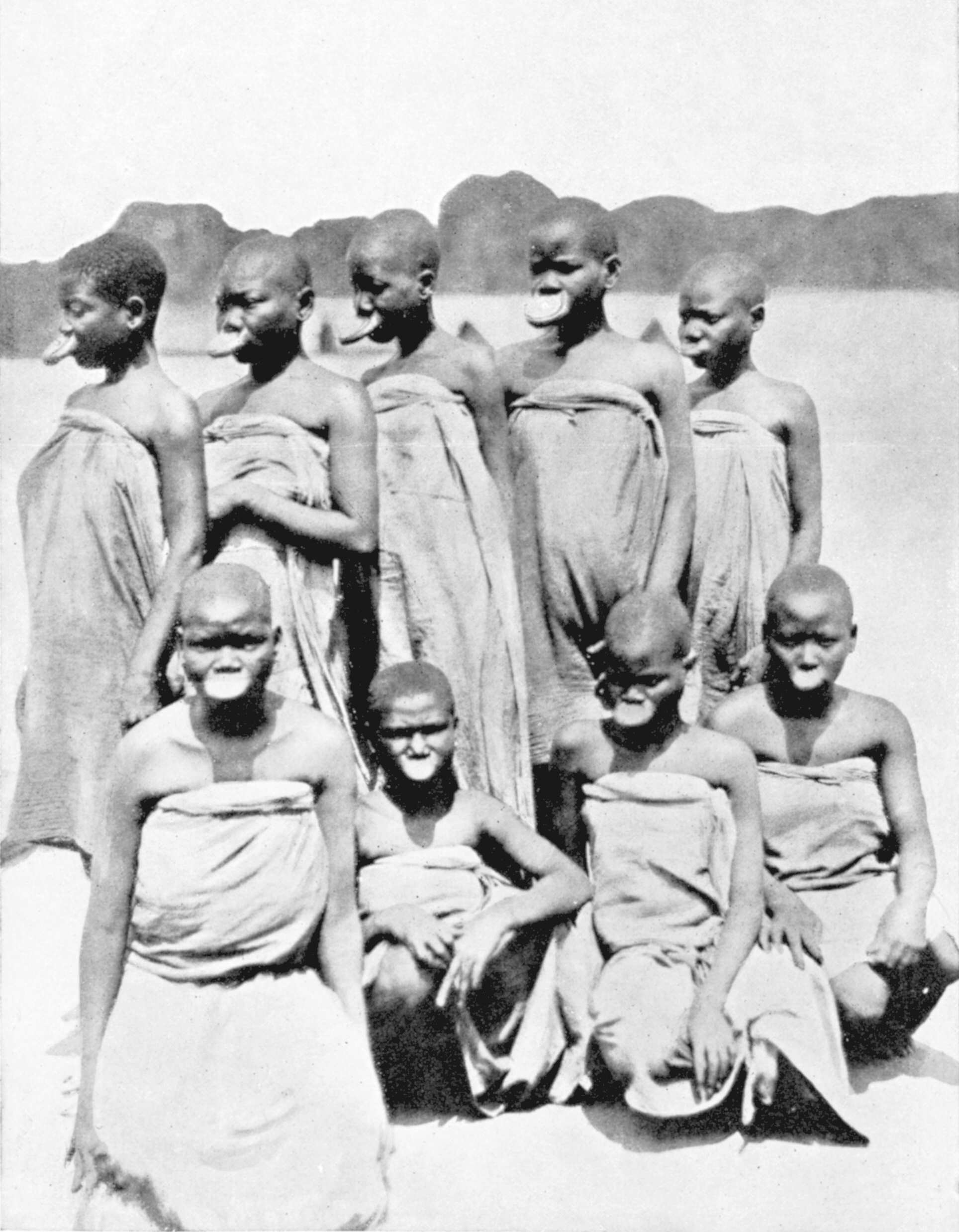
身体改造の一例 唇に円盤を入れ変形させている（北コンゴ）

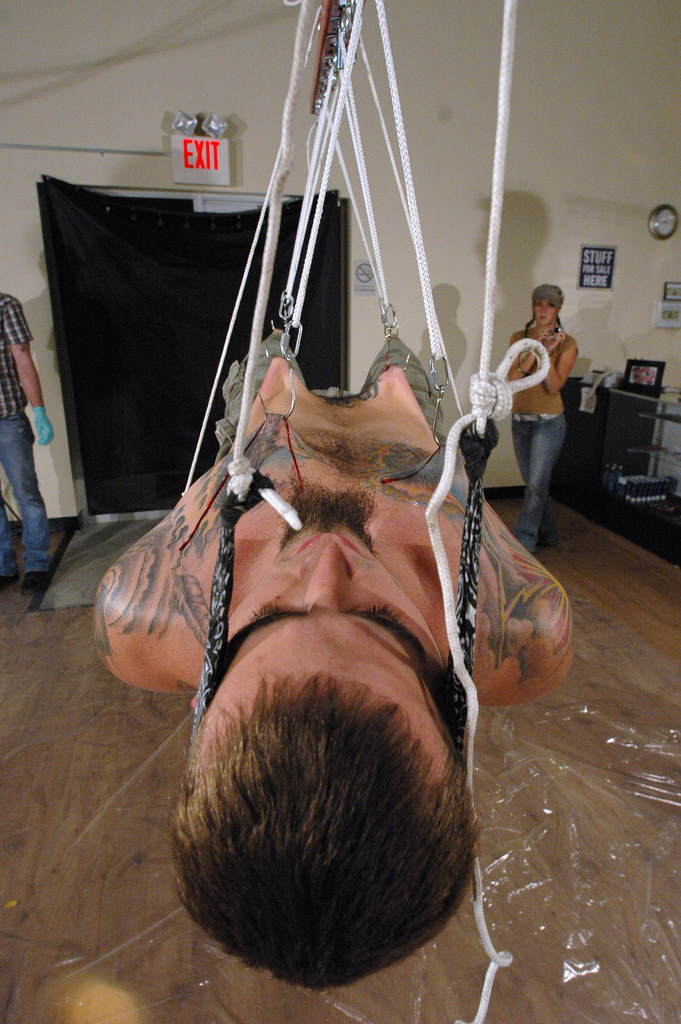
ボディ・サスペンション

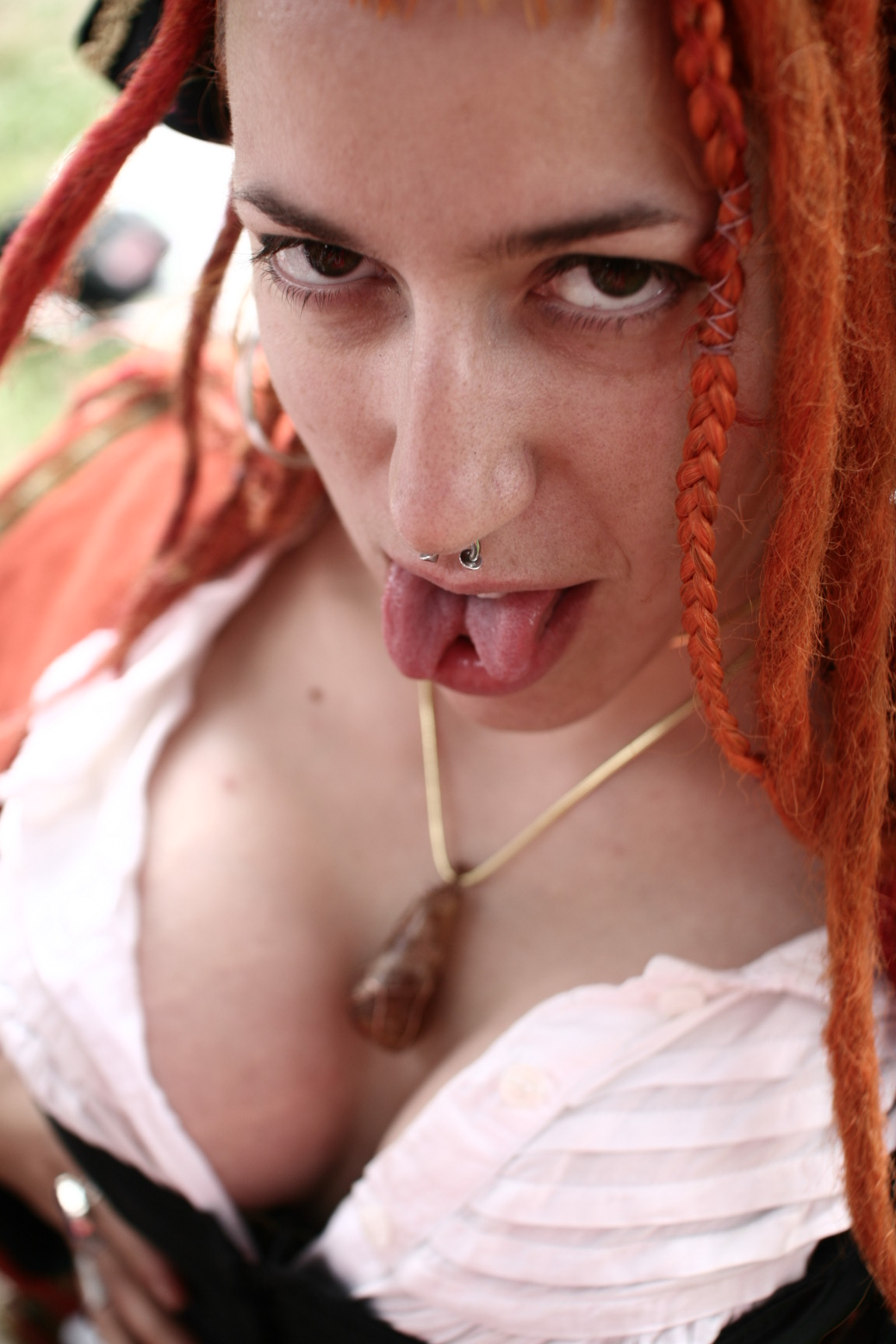
スプリット・タン

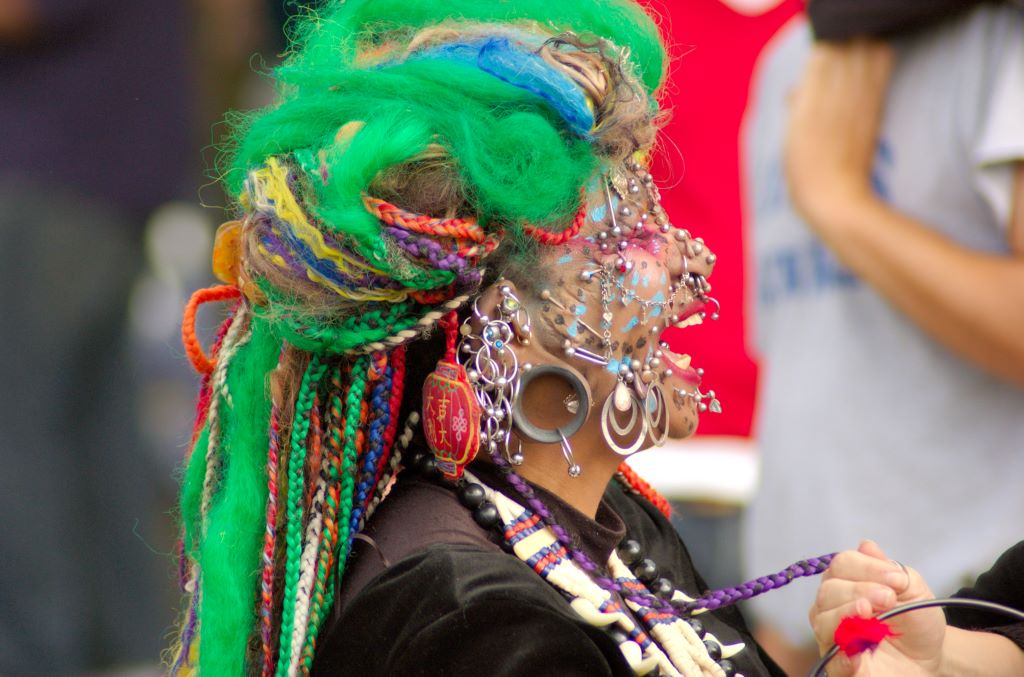
身体にあけたピアスの数の多さで世界記録を保持するエレイン・デビッドソン

身体改造には、多様な方法がある。
全身
入れ墨（刺青、タトゥー）
針で皮膚に穴をあけそこに塗料を塗り込んで絵を描く。
スカリフィケーション（ 瘢痕文身〈 はんこんぶんしん〉）
皮膚に傷をつけ、また化膿させて盛り上がらせるなどして模様を施す。意図的に付けられた傷（瘢痕）は石器時代から確認される。
ピアス・肉体穿孔
身体の特定の部位に穴をあけそこに装飾品を吊り下げる。文化圏によってはこの穴を徐々に広げて、肉体の一部を輪や紐の状態にするものもある。
インプラント
ビーズや金属などの埋め込み。
セイリーン・インフュージョン
生理食塩水を皮下注入することによって部分肥大させる身体変形。時間が経過すると、生理食塩水は身体に吸収されるので、一時的な変形。こぶの形成や皮膚の一部を伸ばすことで膨らませて垂れ下がらせる。顔面や頭部に行った状態をベーグル・ヘッドとも呼ぶ。
ボディ・サスペンション
人体にフックを通して吊り下げるもの。フックを通した皮膚には痕が残り、フックや吊り下げるための器具をそのまま身体に残すこともある。類似した伝統的行為として北米インディアンの「サンダンスの儀式」の「ピアッシングの苦行」がある。
頭部
頭蓋変形（とうがいへんけい）
マヤ文明では乳幼児の頭蓋骨を板ではさんで変形させ、縦に伸ばす行為が流行していた。
穿頭（トレパネーション）
民間療法の一つ。悪霊退散などの目的で頭部に穴を開けた。現代でも、非常に稀ではあるが、頭皮をめくり脳の髄膜を傷つけないように頭蓋骨だけに穴を開ける者がいる。
抜歯
儀式などの過程で特定の永久歯を抜くもの
グリル (アクセサリー)
歯に金属の装飾品を装着する。
スプリット・タン（タン・スプリッティング）
舌に切れ目を入れ、蛇の舌のような二股にする。
胴部
コルセット
長期間の使用は、肋骨や内臓や乳房を変形させることがあり、現代では変形を目的に着用する愛好者がいる。
首輪
ミャンマーとタイの一部地域の女性により続けられており、幼少時より装着する真鍮の首輪を増やしてゆき首を長く見せるという風習。 首長族などと呼ばれているが、実際には首が伸びているのではなく、首輪の重さで鎖骨と肩の位置が下がっていくという変工。
乳房の変工
二次性徴を迎えた女性の乳房の切断や焼灼。キリスト教の歴史上の極一部の宗派では宗教上の禁欲的生活のために尼僧の乳房を切除したり圧迫して萎縮をさせていたという見聞がある。。古典伝説ではヨーロッパのアマゾネスが知られている。ハムラビ法典では刑罰としての乳房の切除が定められている事が確認されている。刑罰や育児の禁止としての乳頭切除の疑惑や記録の残る民族・部族がある。
性器切除・切断
割礼
通過儀礼の一つ。ある年齢に達した時に性器の一部を切除するもの。
女性器切除
アフリカやインドで行われる通過儀礼。ある年齢に達した少女の性器を変形させる。
女性器変工
コイコイ人における「ホッテントットのエプロン」が有名であるが先天性説があり、後天性としても変工の方法は判然としてはいない。
男性器切除
中国などにおける自宮・宦官の完全去勢も、特定の職業集団に加入するための身体改造の一種である。また、近代以前のヨーロッパにおいて、第二次性徴の声帯成長によって失われる特定音域を持続させることを目的に、変声期前のボーイソプラノの男性を去勢することも行なわれた（カストラート）。
サブインシジョン（男性生器切開、尿道切開）
通常は外部に露出しない部分を切開して開放状態のままにする行為。
ボール・エクスポージャー（擬似去勢）
陰嚢を切開して、一度睾丸を取り出し、また戻して縫合するという過程を体験する。
四肢
纏足（てんそく）
女性の幼児期にきつい靴や布で足の形を固定し成長させないようにするもの。現代では廃れている。
靴
非意図的ではあるが、靴の使用は外反母趾などの足の変形を伴うことがある。女性用の靴に著しい
器官切除・指詰め
指や腕・足などを切り落とす。世界各地で古くから見られる。現代では性器切断の場合も含め、切断した部位は施術者、または元の持ち主がトロフィー・コレクションとして保存していることも多い。復元不可能な改造なだけに、施術者にはカウンセリング・スキルも必要とされる。腕・肢・脚など切断が生命に関わる可能性が大きい部位の場合でも、正規の資格を持つ医療従事者は健康な部位の切断に承諾・施術することはないため、切望者は自ら切断したり故意に事故を起すことがある。

## 愛好活動

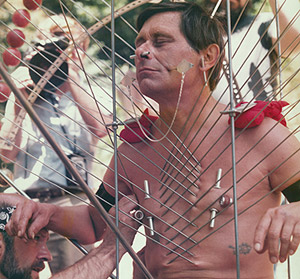
ファキール・ムサファー。1982年カルフォルニアで行われたカヴァディ祭（Kavadi）でのプレイ。

現代において、理由は様々であるが、過剰な身体改造を施すことを探求し、また実演を含むパフォーマンスを行う人たちがいる。ストーキング・キャットは自らを虎の姿に改造しようとした。ファキール・ムサファー（w:Fakir Musafar）は自らの身体改造を「ボディー・プレイ」と呼ぶ。ジェネシス＆ポーラ・P・オリッジの様々な身体改造による変貌のさまは、2011年の第61回ベルリン国際映画祭のフォーラム部門で上映されたドキュメンタリー映画『The Ballad of Genesis and Lady Jaye』で描かれた。
また、身体改造愛好者の大会もある。身体改造サイトBMEが主宰する世界大会モドゥコン（ModCon）は、1999年にカナダのトロントにて第1回が開催された。BEMは2003年より野外イベントBEMフェストも開催し、愛好者たちの交流の場となっている。日本でもクラブシーンなどでパフォーマンスが行われることがある。